# S5L8730
Der Samsung S5L8730 ist ein von Samsung für Apple hergestelltes System-on-a-Chip (SoC). Er kombiniert eine ARM-CPU mit SDRAM-Speicher und einem Grafikprozessor zusammen auf einem Chip.
Der S5L8730 wurde zusammen mit dem iPod nano der 5. Generation am 9. September 2009 eingeführt. 
Eine andere Bezeichnung für den S5L8730 ist APL0378. Er gehört zu den S5L SoCs.

## Beschreibung
Der S5L8730 enthält einen 32-Bit ARMv6 kompatiblen ARM11-Hauptprozessor. Die Größe des Speichers beträgt mindestens 32 MB. Der S5L8730 kann Videos im H.264 Codec mit einer Bitrate von 2,5Mbit/s bei einer Auflösung von 480p kodieren. Diese Funktion wird von der in den iPod nano integrierten Kamera verwendet.